# Kalanchoe grandiflora

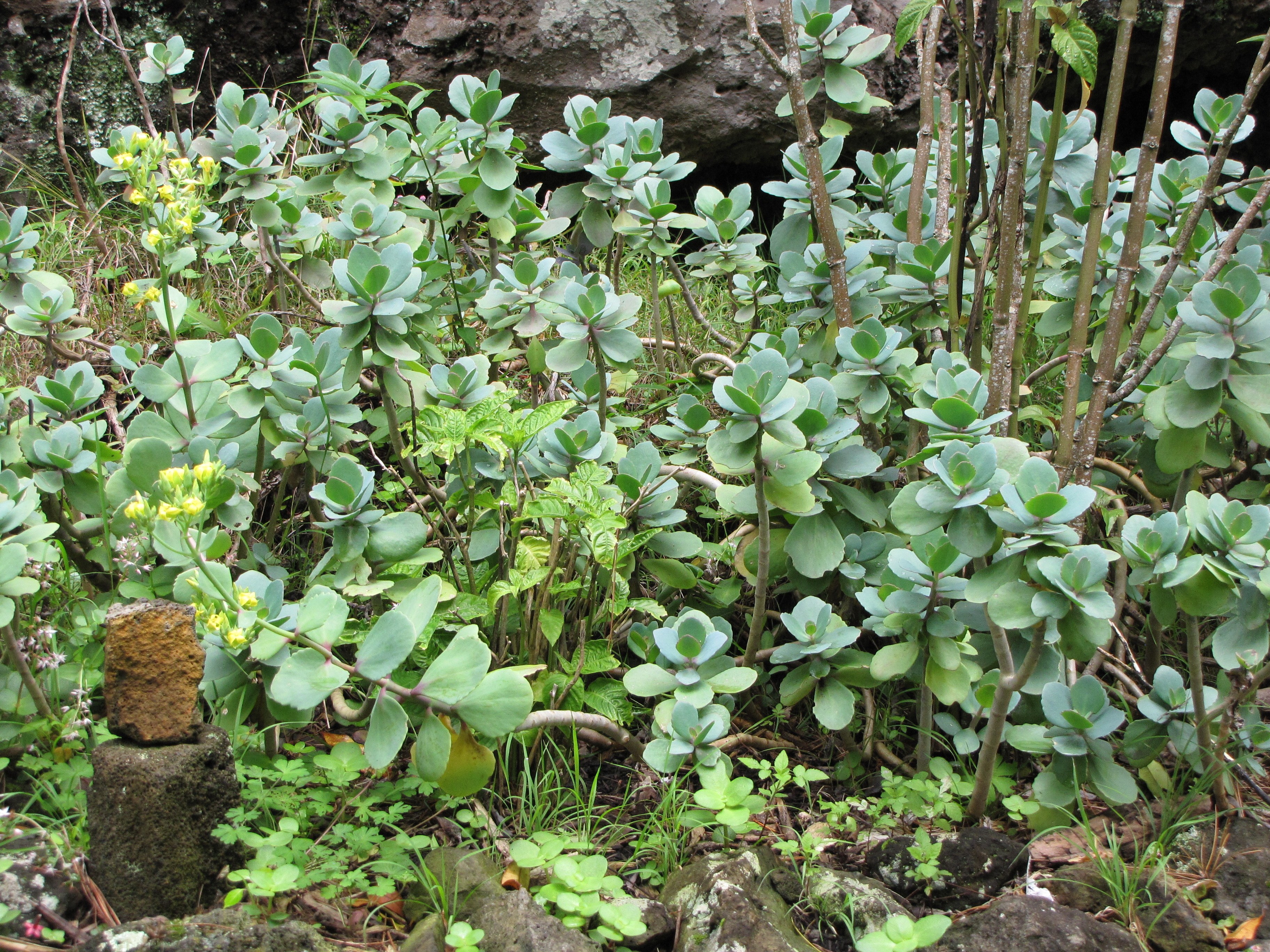
Kalanchoe grandiflora Wight & Arnott

Kalanchoe grandiflora Wight & Arnott és una espècie de planta suculenta del gènere Kalanchoe, de la família de les Crassulaceae.
No s'ha de confondre amb la Kalanchoe grandiflora A.Rich. que és sinònim de Kalanchoe marmorata.

## Descripció
És una herba suculenta i de tija gruixuda quasi arbustiva, que creix fins a 60 cm d'alçada.
Les tiges i branques inferiors són verticals de 30 a 60 cm o més d'alçada i 25 mm o més de gruix, reduint-se cap amunt, rodones i llises a excepció de les nombroses cicatrius planes de fulles caigudes.
Les fulles són gruixudes, suculentes, simples en parells oposats, sèssils, ovades a obovades-obtuses de 7 cm de llarg i 3,5 cm d'ample, gairebé planes a l'extrem, estretes a la base, crenulades, glabres i de color verd clar amb un revestiment cerós pruïnós glauc sovint amb tonalitat de préssec. Els marges són sencers o generalment crenats (fistonats). El matís de préssec probablement no serà tan pronunciat a l'estiu com amb les temperatures hivernals.
Les inflorescències (cimes) són erectes terminalment sobre corimbe sense fulles, de 12 cm, dividint-se a dalt repetidament en tres branques de color verd groguenc, la del mig sempre acaba en flor (panícula cimosa tricotòmica molt regular). Bràctees escamoses, obovades o el·líptiques agudes. Pedicels d'1 cm de llargada expandits sota la flor. Flors molt juntes.
Les flors són de quatre parts, tubulars de color groc. Calze tubular amb forma de matràs. Sèpals de 6 mm de llarg i 3 mm d'ample oblong-aguts amb ratlles vermelles. Tub de corol·la de 12 mm de llargada contret a la part superior i que s'estén en quatre lòbuls lliures de punta groga (pètals) de 6 mm de llarg i 4 mm d'ample que s'obren cap a l'exterior, persistents al voltant del fruit. Vuit estams en dues sèries, quatre a la boca del tub entre els lòbuls i molt curts, quatre més llargs, a la base dels lòbuls; anteres petites ovades. Carpels separats prop de la base que es redueixen a l'estil de 4 mm de llarg amb una glàndula esvelta o estaminodi oposats. Les flors són grogues i desprenen un perfum deliciós, que recorda la dolçamel o lligabosc de jardí (Lonicera caprifolium).

## Distribució
Planta endèmica de les muntanyes Ghats Occidentals, a l'estat de Kerala, Índia. Creix a 900 m d'altitud.

## Taxonomia
Kalanchoe grandiflora va ser descrita per Robert Wight i George Arnott Walker Arnott i publicada a Prodromus Florae Peninsulae Indiae Orientalis 1: 359. 1834.

### Etimologia
Kalanchoe: nom genèric que deriva de la paraula cantonesa "Kalan Chauhuy", 伽藍菜 que significa 'allò que cau i creix'.
grandiflora: epítet llatí que significa 'flors grans'.

### Sinonímia
- Kalanchoe nyikae Engl.